# Michele Danese
Michele Danese (Montecchio Maggiore, 11 settembre 1982) è un pilota motociclistico italiano.

## Carriera
Per quanto riguarda le competizioni del motomondiale ha partecipato ad alcuni gran premi nelle stagioni dal 2003 al 2006, gareggiando nella classe 125 nelle prime due edizioni e nella classe 250 nelle ultime.
Dopo aver esordito in sella a una Honda è passato alla guida di un'Aprilia; in tutte le sue partecipazioni non ha ottenuto punti nella classifica iridata.
Parallelamente agli impegni mondiali, partecipa al Campionato Italiano Velocità classe 125 conquistando punti in tutte le stagioni. Chiude al diciannovesimo posto nelle stagioni 2001 e 2005, sedicesimo nel 2002, ottavo nel 2003 e terzo nel 2004. Nel 2001 e 2003 inoltre partecipa all'Europeo classe 125 chiudendo rispettivamente trentottesimo e ventiquattresimo in campionato, la stagione successiva si classifica secondo a vallelunga.

## Risultati nel motomondiale
| 2003 | Classe | Moto  |  |  |  |  |  |  |  |  |  |  |  |    |     |    |    |     |  | Punti | Pos. |
| ---- | ------ | ----- |  |  |  |  |  |  |  |  |  |  |  | -- | --- | -- | -- | --- |  | ----- | ---- |
| 2003 | 125    | Honda |  |  |  |  |  |  |  |  |  |  |  | 27 | Rit | 26 | 17 | Rit |  | 0     |      |

| 2004 | Classe | Moto    |  |  |  |     |  |  |  |  |  |  |  |  |  |  |  |  |  | Punti | Pos. |
| ---- | ------ | ------- |  |  |  | --- |  |  |  |  |  |  |  |  |  |  |  |  |  | ----- | ---- |
| 2004 | 125    | Aprilia |  |  |  | Rit |  |  |  |  |  |  |  |  |  |  |  |  |  | 0     |      |

| 2005 | Classe | Moto    |  |  |  |  |  |  |    |    |  |  |  |  |  |  |  |  |  | Punti | Pos. |
| ---- | ------ | ------- |  |  |  |  |  |  | -- | -- |  |  |  |  |  |  |  |  |  | ----- | ---- |
| 2005 | 250    | Aprilia |  |  |  |  |  |  | 22 | NE |  |  |  |  |  |  |  |  |  | 0     |      |

| 2006 | Classe | Moto    |    |    |     |  |  |  |  |  |  |  |    |  |  |  |  |  |  | Punti | Pos. |
| ---- | ------ | ------- | -- | -- | --- |  |  |  |  |  |  |  | -- |  |  |  |  |  |  | ----- | ---- |
| 2006 | 250    | Aprilia | 16 | 19 | Rit |  |  |  |  |  |  |  | NE |  |  |  |  |  |  | 0     |      |

| Legenda | 1º posto        | 2º posto            | 3º posto            | A punti      | Senza punti        | Grassetto – Pole position Corsivo – Giro più veloce |
| Legenda | Gara non valida | Non qual./Non part. | Ritirato/Non class. | Squalificato | '-' Dato non disp. | Grassetto – Pole position Corsivo – Giro più veloce |